# Ambasadorowie Francji we Włoszech
Przed Zjednoczeniem Włoch (1859) Francja wysyłała swych dyplomatów do poszczególnych państw, które podówczas dzieliły Półwysep Apeniński między siebie:

## Francuscy ambasadorzy w państwach włoskich przed zjednoczeniem

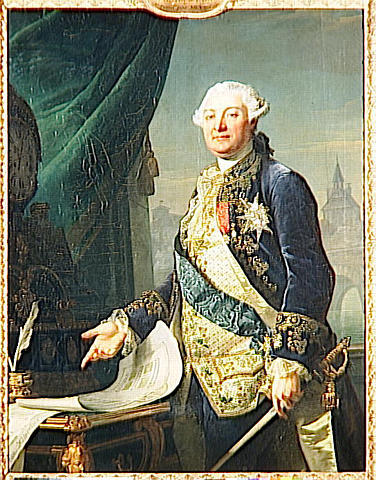
Louis Auguste Le Tonnelier de Breteuil
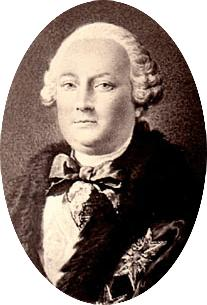
Jacques-Joachim Trotti, markiz de La Chétardie
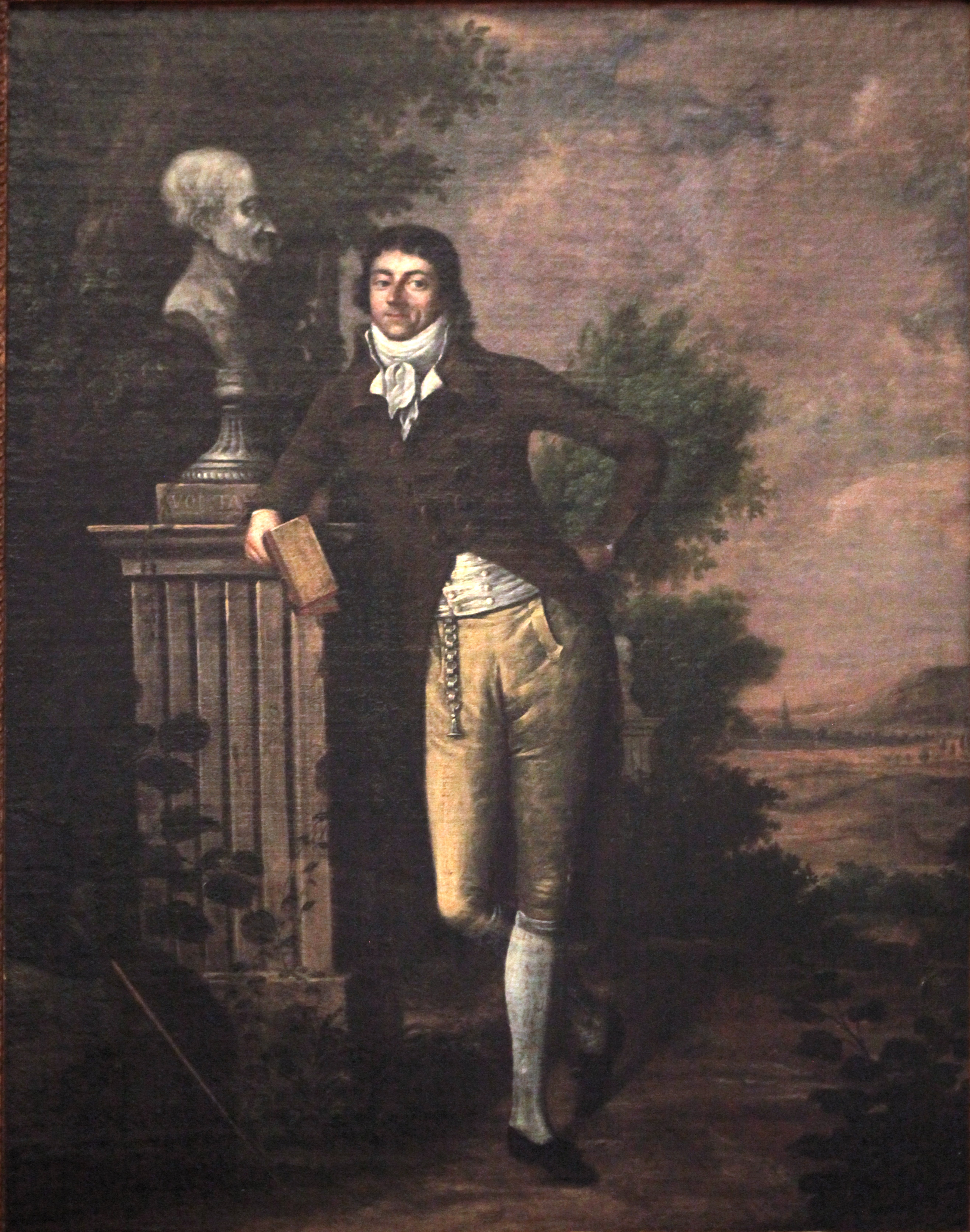
Dominique Joseph Garat
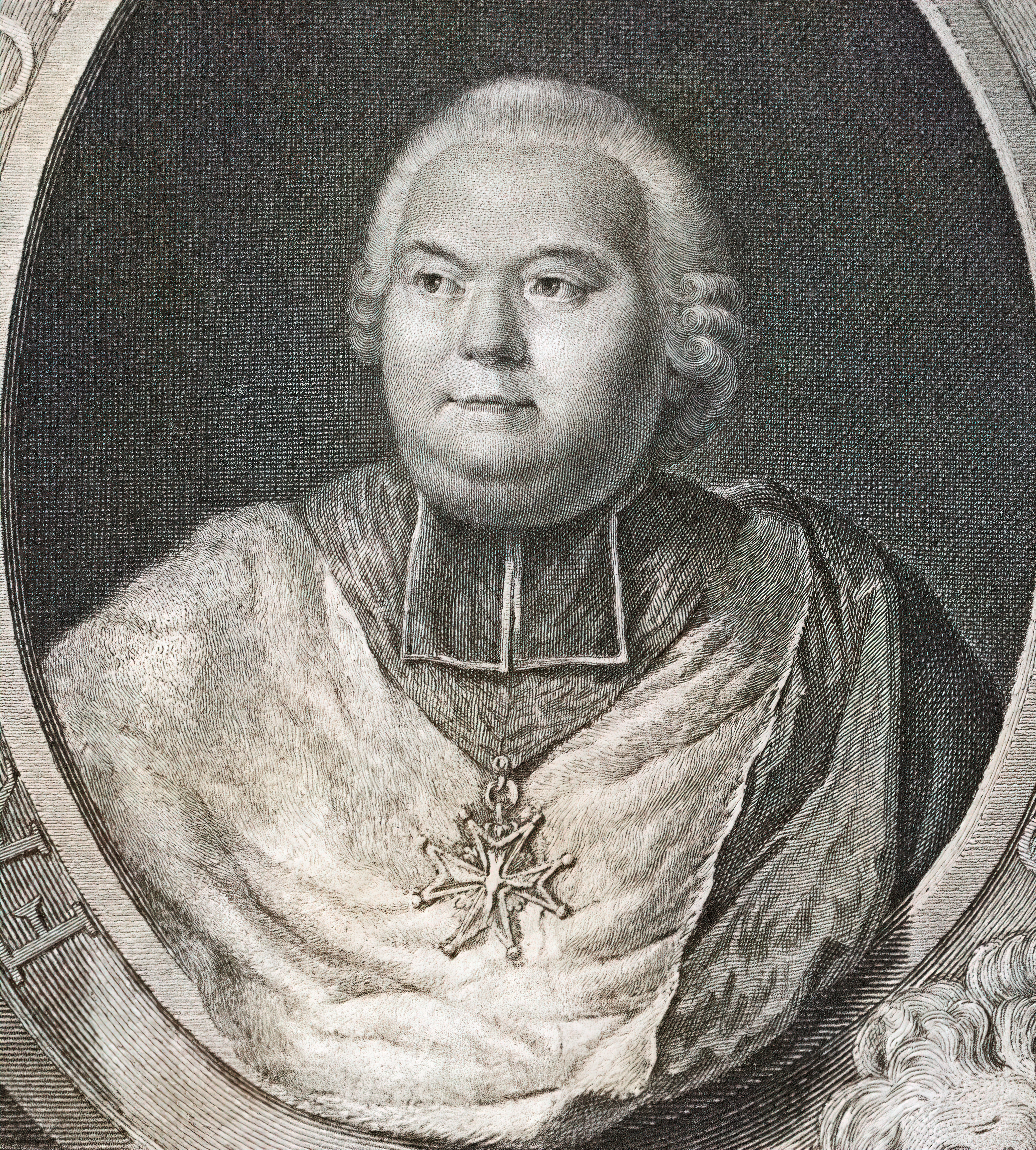
François-Joachim de Pierre de Bernis

### Genua
- 1706–1709 Charles-François La Bonde d’Iberville
- 1749–1753 François Claude Chauvelin

### Neapol
- przed 1747 Louis Philogène Brûlart de Sillery
- Do 1758 Pierre-Paul d'Ossun
- 1767–1771 Louis-Cesar Renaud
- 1771–1775 Louis Auguste Le Tonnelier de Breteuil
- 1779–1782 Clermont d’Amboise
- 1798 Dominique Joseph Garat
- 1801–1803 Mattheiu Dumas
- 1816 Pierre Louis de Blacas d'Aulps
- 1822 Hercule de Serre
- 1850 Aleksander Colonna-Walewski
- 1840 Louis Napoléon Lannes

### Księstwo Parmy i Piacenzy
- 1753 Pierre Emmanuel de Crussol
- 1759–1788 Charles-Augustin de Ferriol d'Argental

### Sabaudia-Piemont
- 1696 Henri de Lorraine, hrabia de Brionne
- 1713 Louis de Prie, markiz de Plasnes (mąż markizy de Prie)
- 1749 Jacques-Joachim Trotti, markiz de La Chétardie
- 1814–1815 René Eustache d’Osmond
- 1830–1834 Prosper Brugière de Barante
- 1836–1840 Marie-Hippolyte de Rumigny
- 1843 Narcisse-Achille de Salvandy

### Republika Wenecka
- 1534–1535 Georges de Selve
- 1649–1655 René de Voyer de Paulmy d’Argenson
- 1682 Michel-Jean Amelot de Gournay
- 1700–1714 Henri Charles Arnauld de Pomponne
- 1743–1746 hrabia Pierre François de Montaigu
- 1751–1755 François-Joachim de Pierre de Bernis
- 1766–1770 Antoine-René de Voyer de Paulmy, markiz d’Argenson
- 1793 Marie Louis Descorches

### Florencja
- 1849 Aleksander Colonna-Walewski

## Francuscy ambasadorzy w zjednoczonych Włoszech

### XIX wiek
- 1873-1882 Emmanuel Henri Victurnien de Noailles
- 1882-1886 Albert Decrais
- 1886-1888 Charles de Moüy
- 1888-1890 Jean-Baptiste Mariani
- 1890-1897 Albert Billot
- 1897-1924 Camille Barrère

### XX wiek
- 1924-1927 René Besnard
- 1927-1932 Maurice de Beaumarchais
- 1932 Henry de Jouvenel
- 1933-1935 Charles de Chambrun (1875-1952)
- 1936-1938 Camille Blondel
- 1938-1940 André François-Poncet
- 1944–1946 Maurice Couve de Murville
- 1946 Alexandre Parodi
- 1946-1947 Georges Balaÿ
- 1947-1957 Jacques Fouques-Duparc
- 1957-1962 Gaston Palewski
- 1962-1967 Armand Bérard
- 1967-1972 Étienne Burin des Roziers
- 1972-1975 Charles Lucet
- 1975-1981 François Puaux
- 1981-1982 Jacques Sénart
- 1982-1984 Gilles Martinet
- 1984-1988 Jacques Andréani
- 1988-1991 Philippe Cuvillier
- 1991-1993 Jean-Louis Lucet
- 1993-1995 Jean-Bernard Mérimée
- 1995-1998 Jacques Blot

### XXI wiek
- 1998-2002 Loïc Hennekinne
- 2005-2007 Yves Aubin de La Messuzière
- 2007 Jean-Marc de La Sablière

- Ambassade de France en Italie